# Strioderes
Strioderes is een kevergeslacht uit de familie van de boktorren (Cerambycidae). De wetenschappelijke naam van het geslacht werd voor het eerst geldig gepubliceerd in 2001 door Giorgi.

## Soorten
Strioderes is monotypisch en omvat slechts de volgende soort:
- Strioderes peruanus Giorgi, 2001